# Primitivo Martínez
Primitivo Martínez (Ormoc, 24 settembre 1912 – San Francisco, 19 maggio 1985) è stato un cestista filippino.

## Carriera
Con le Filippine ha disputato 5 partite ai Giochi della XI Olimpiade.